# 베르코르
베르코르(Vercors, Jean Marcel Adolphe Bruller, 1902년 2월 26일 ~ 1991년 6월 10일)는 프랑스의 소설가·화가이다. 본명은 장 브리레르(Jean Bruller)이다.
프랑스 파리에서 태어났다. 제2차 세계대전에는 독일에 대한 저항운동에 참가하여 ‘심야총서(深夜叢書)’란 이름의 비밀 출판을 주재했고 저항문학의 대표적 걸작 《바다의 침묵》(1942), 《별에의 행진》(1943)으로 일약 문단에 등장하였다. 전후에도 인간성 옹호 입장에서 《밤의 무기》(1946), 《낮의 힘》(1951), 《많든 적든 인간》(1950) 등의 많은 소설과 평론을 꾸준히 발표하였다.